# Daniel Alcántar
Daniel „Borita” Alcántar García (ur. 2 maja 1976 w León) – meksykański piłkarz występujący na pozycji prawego obrońcy, trener piłkarski, od 2025 roku prowadzi Irapuato.

## Kariera klubowa
Alcántar jest wychowankiem zespołu piłkarskiego Club León. Do seniorskiej drużyny został włączony w wieku 18 lat, w meksykańskiej Primera División zadebiutował 12 lutego 1995 w wygranym 1:0 spotkaniu z Monterrey. Podstawowym piłkarzem Leónu został jednak dopiero cztery lata później, podczas rozgrywek 1999/2000. Ogółem w barwach swojego macierzystego klubu Alcántar rozegrał 77 ligowe mecze, nie zdobywając bramki.
Latem 2001 Alcántar przeszedł do zespołu CF La Piedad, beniaminka pierwszej ligi meksykańskiej. Tam zdobył swoją pierwszą bramkę w najwyższej klasie rozgrywkowej – 28 października 2001 w zremisowanej 1:1 konfrontacji z Leónem. Wiosną 2002 nie występował w żadnym zespole, natomiast latem tego samego roku podpisał umowę z Querétaro, gdzie spędził rok. Nieudany, zwieńczony spadkiem do drugiej ligi sezon 2003/2004 rozegrał w CD Irapuato.
W latach 2004–2008 Alcántar reprezentował barwy drużyny Atlante FC z siedzibą w stołecznym mieście Meksyk. Przez cztery lata był podstawowym zawodnikiem zespołu, gdzie rozegrał 111 meczów w Primera División, czterokrotnie wpisując się na listę strzelców. Właśnie z Atlante wywalczył jedyne w swojej karierze mistrzostwo Meksyku – w rozgrywkach Apertura 2007.
Latem 2008 Alcántar został graczem Tecos UAG z miasta Guadalajara. Z tym zespołem w wieku 33 lat wziął udział w pierwszym międzynarodowym turnieju w karierze, Copa Libertadores 2010, gdzie jednak Tecos odpadli już w rundzie wstępnej. W lipcu 2010 Alcántar za sumę 1,3 miliona euro przeszedł do klubu San Luis FC.
| Sezon     | Klub         | Kraj   | Rozgrywki        | Mecze | Bramki |
| --------- | ------------ | ------ | ---------------- | ----- | ------ |
| 1994/1995 | Club León    | Meksyk | Primera División | 2     | 0      |
| 1995/1996 | Club León    | Meksyk | Primera División | 0     | 0      |
| 1996/1997 | Club León    | Meksyk | Primera División | 0     | 0      |
| 1997/1998 | Club León    | Meksyk | Primera División | 0     | 0      |
| 1998/1999 | Club León    | Meksyk | Primera División | 8     | 0      |
| 1999/2000 | Club León    | Meksyk | Primera División | 33    | 0      |
| 2000/2001 | Club León    | Meksyk | Primera División | 34    | 0      |
| 2001/2002 | CF La Piedad | Meksyk | Primera División | 18    | 1      |
| 2002/2003 | Querétaro FC | Meksyk | Primera División | 22    | 0      |
| 2003/2004 | CD Irapuato  | Meksyk | Primera División | 34    | 1      |
| 2004/2005 | Atlante FC   | Meksyk | Primera División | 24    | 1      |
| 2005/2006 | Atlante FC   | Meksyk | Primera División | 32    | 2      |
| 2006/2007 | Atlante FC   | Meksyk | Primera División | 28    | 1      |
| 2007/2008 | Atlante FC   | Meksyk | Primera División | 27    | 0      |
| 2008/2009 | Tecos UAG    | Meksyk | Primera División | 32    | 2      |
| 2009/2010 | Tecos UAG    | Meksyk | Primera División | 25    | 1      |
| 2010/2011 | San Luis FC  | Meksyk | Primera División | 25    | 0      |
| 2011/2012 | San Luis FC  | Meksyk | Primera División |       |        |